# Kosmograf
Kosmograf – wg Doroszewskiego to znawca kosmografii, nauki wchodzącej niegdyś w skład astronomii, łączącej wiedzę z zakresu obecnej astronomii, geografii, geologii i meteorologii; średniowieczna nazwa zawodu, z którego później wywiódł się kartograf i astrolog. 
Każdy kartograf do ok. XVII wieku musiał znać metody obliczeń ruchu ciał niebieskich, jak też potrafić sporządzać mapy.
Jeszcze długo po usprawnieniu druku przez Gutenberga mapy sporządzano na skórach i w jednorazowych wydaniach. W związku z dużym znaczeniem map dla nawigacji i handlu, przez stulecia zawód ten był bardzo dochodowy.
W czasach współczesnych kosmografia, to zajmująca się opisem widzialnego Wszechświata gałąź astronomii, łącząca wiedzę z zakresu astronomii sferycznej, mechaniki nieba oraz astrofizyki.